# José Antonio Pecharromán
José Antonio Pecharromán Fabián (Cáceres, España, 16 de junio de 1978) es un ciclista español. Debutó como profesional con el equipo Jazztel-Costa de Almería en el año 2000.
Destacó su gran temporada 2003, en la que consiguió vencer en la Volta a Cataluña y la Euskal Bizikleta, además de varias etapas en ambas competiciones. Dio positivo en un control antidopaje en agosto de 2007 por tomar Proscar y recibió una sanción de nueve meses que en enero de 2009 el TAS anuló.

## Palmarés
2003
- Euskal Bizikleta, más 3 etapas
- Volta a Cataluña, más 1 etapa

## Resultados en Grandes Vueltas
| Carrera | Carrera         | 2000 | 2001 | 2002 | 2003 | 2004 | 2005  | 2006 | 2007 |
| ------- | --------------- | ---- | ---- | ---- | ---- | ---- | ----- | ---- | ---- |
|         | Giro de Italia  | —    | —    | —    | —    | —    | —     | —    | —    |
|         | Tour de Francia | —    | —    | —    | —    | —    | —     | —    | —    |
|         | Vuelta a España | —    | 49.º | 27.º | Ab.  | 49.º | F. c. | —    | —    |

—: no participa

Ab.: abandono

F. c.: fuera de control

## Equipos
- Jazztel-Costa de Almería (2000-2002)
- Costa de Almería-Paternina (2003)
- Quick Step (2004-2005)
- Comunidad Valenciana (2006)
- Benfica (2007-2008)